# Malá Lodina
Malá Lodina (maďarsky Kisladna) je obec na Slovensku v okrese Košice-okolí v Košickém kraji na řece Hornád. První písemná zmínka o obci je z roku 1386. V obci stojí římskokatolický kostel svatého Štěpána Uherského. Na území obce jsou národní přírodní rezervace: Bujanovská dubina, Sivec a Vozárska.

## Osobnosti
- Ján Motulko (1920–2013), básník, prozaik, překladatel a fotograf